# Anlegedreieck

Kartenbesteck, bestehend aus Kursdreieck (links), Kartenzirkel (rechts-oben (abgebildet ist ein Einhandkartenzirkel)) und Anlegedreieck (unten) auf einer Seekarte des BSH

Das Anlegedreieck oder auch Abschiebedreieck ist ein Hilfsgerät für das technische Zeichnen bzw. für Entwurfs-Zeichnungen, meist wenn es um das parallele Verschieben von Linien geht. Es wird häufig mit Linealen oder auch paarweise verwendet – z. B. zwei rechtwinklige Dreiecke ähnlicher Größe. Häufige Eck-Winkel sind 45°-45°-90° und 30°-60°-90°.
An der Hypotenuse trägt das Dreieck eine Maßstabsskala (teilweise auch mit Nonius), mit der jeweils eines der Lineale um kleine, genau messbare Beträge verschoben werden kann. Der schräge Schiebewinkel erhöht die mögliche Genauigkeit auf besser als 0,1 mm.
Verwendet werden solche Dreiecke zum Beispiel für die genaue, nachträgliche Bemaßung auf technischen Plänen und zur Darstellung paralleler Linien wie Mauerstärken, Querschnitte von Leitungen, schmalen Verkehrswegen. Auch für geringfügige Kartierungen (wenige Messpunkte) oder Nacharbeiten (siehe Koordinatograf) sind sie eine ökonomische Alternative, ebenso für Ergänzungen nach automatischem Plotten einer Aufnahme.
Für parallele Verschiebungen von Linien auf Karten, insbesondere Karten für die Luft- und Schifffahrt, ist das Abschiebedreieck Bestandteil des nautischen Bestecks.